# Agua Buena (Costa Rica)
Agua Buena è un distretto della Costa Rica facente parte del cantone di Coto Brus, nella provincia di Puntarenas.